# Barbeau commun
Barbus barbus
Espèce
Statut de conservation UICN

 LC  : Préoccupation mineure
Le Barbeau commun ou Barbeau fluviatile (Barbus barbus) est un poisson cyprinidé, robuste, atteignant 1 m de long, qui vit près du fond, dans le courant des rivières. 

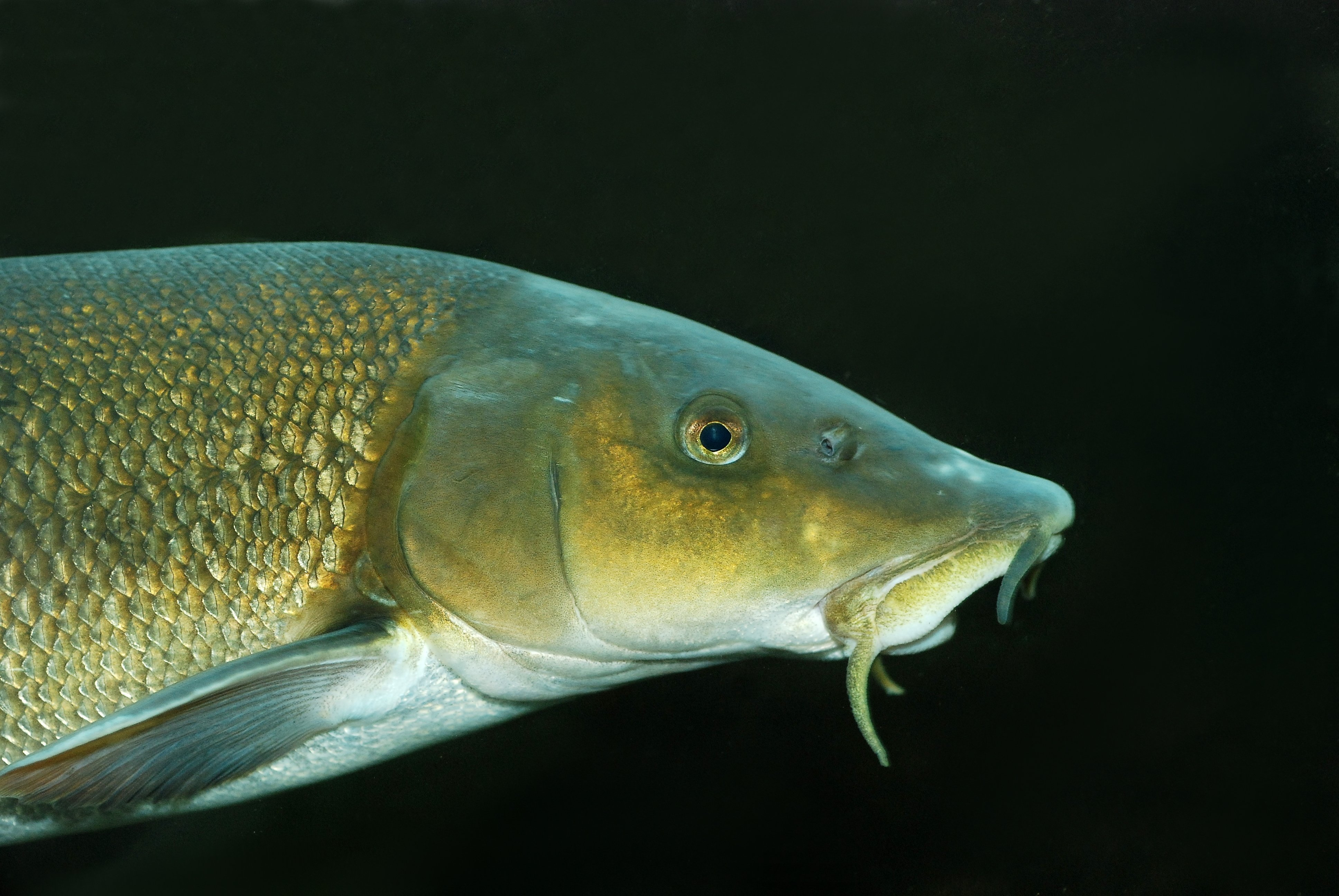
Vue de la bouche, de profil, avec ses barbillons

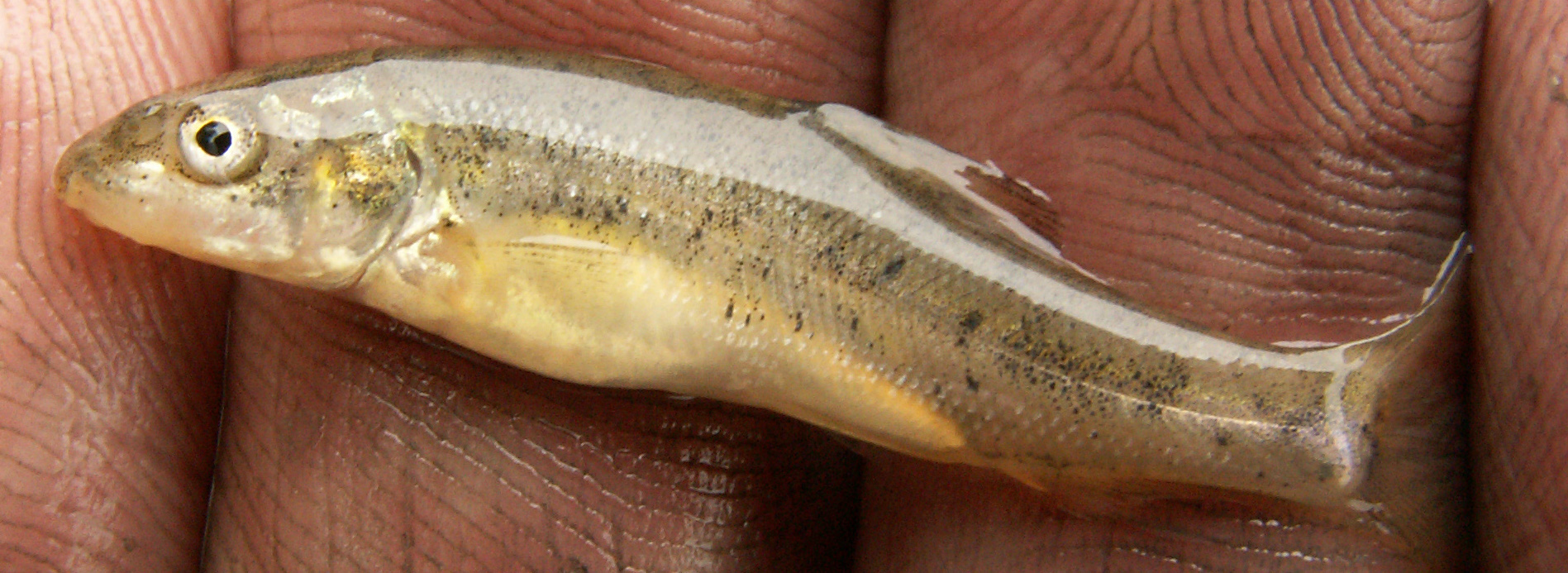
Alevin de Barbeau commun, au 1er été

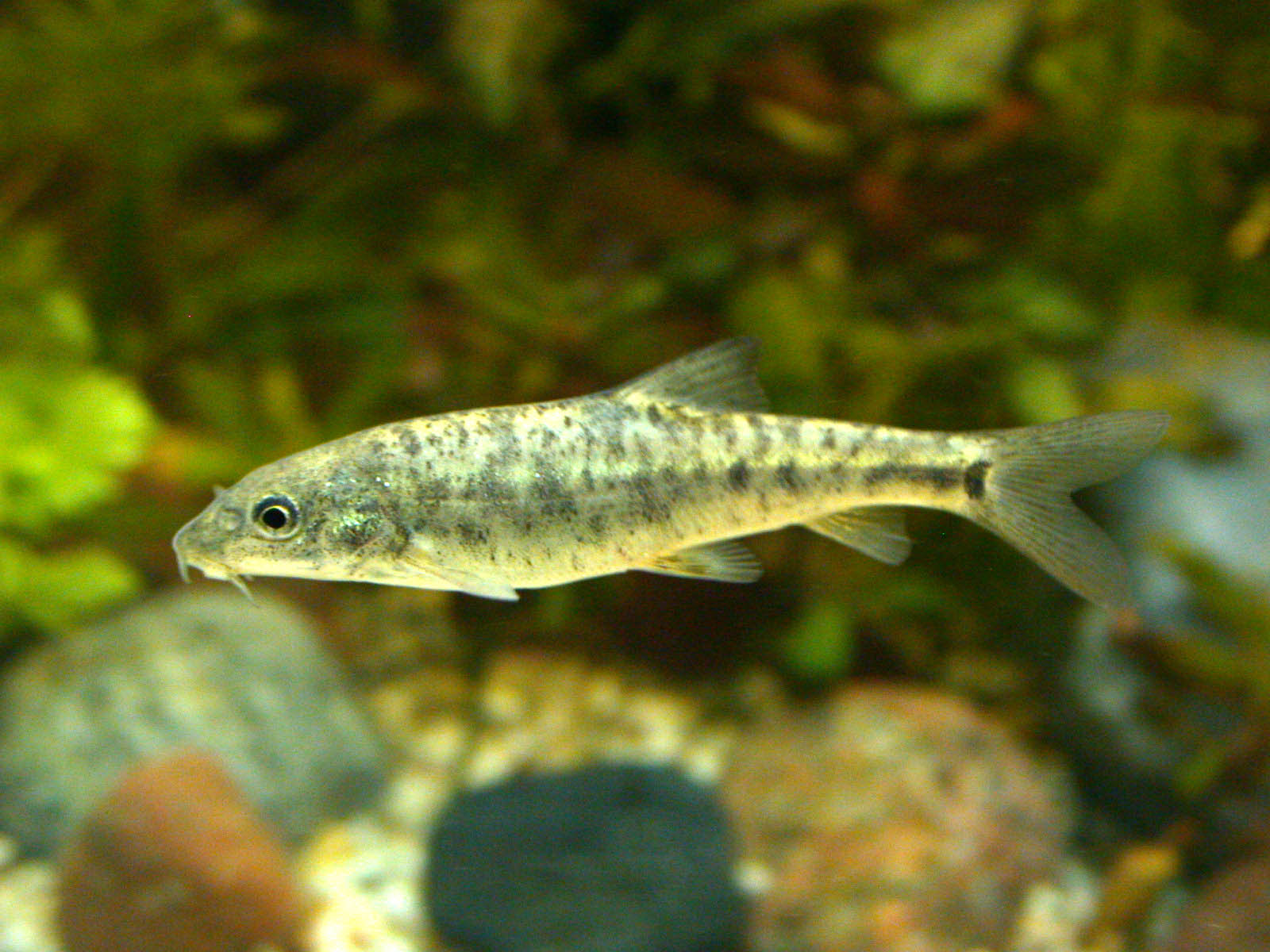
Juvénile, au 1er automne

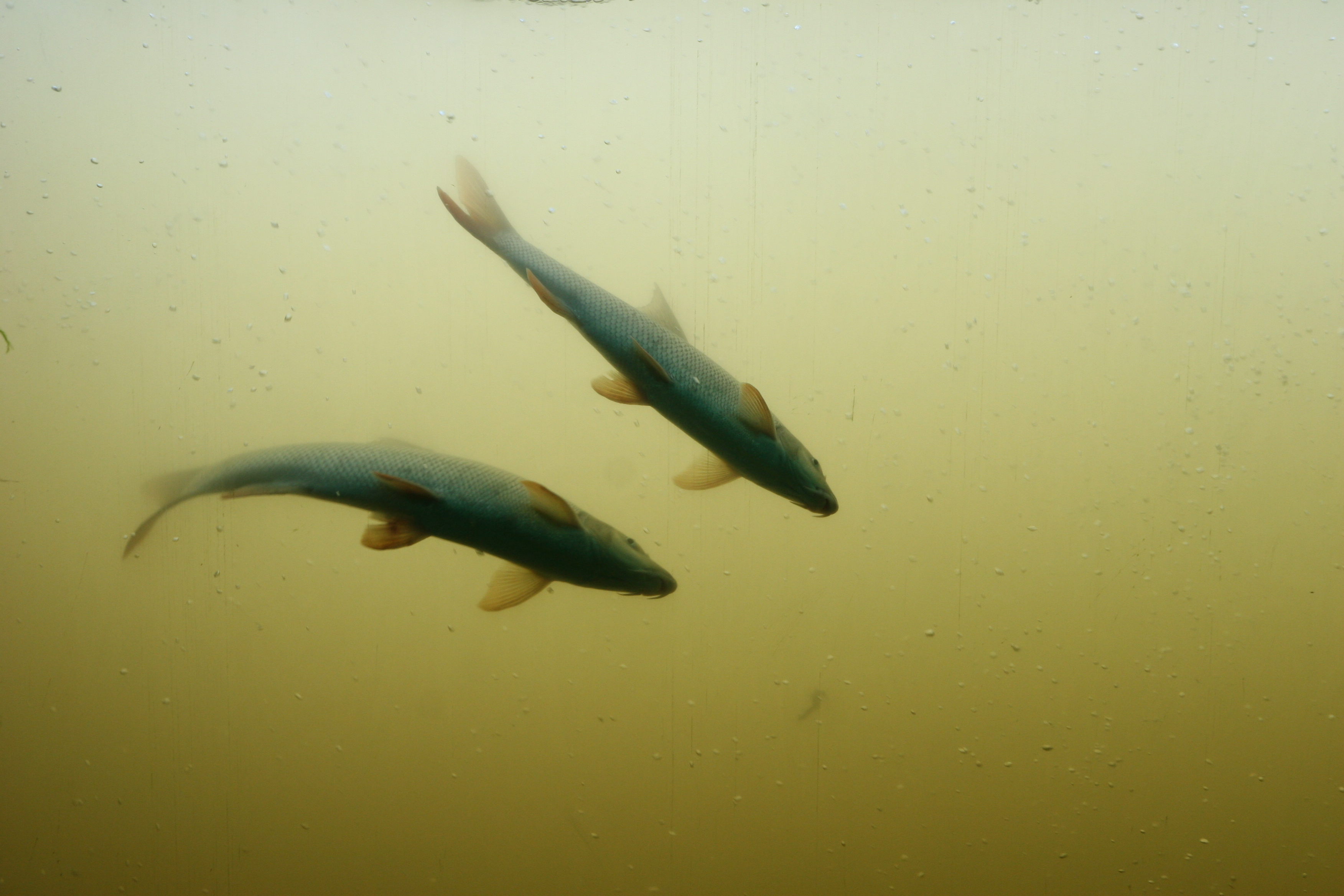
Photo subaquatique de barbeaux vus de dessous, dans leur milieu

Il a un corps allongé, fusiforme, une bouche placée nettement à la position inférieure de la tête et pourvue de quatre barbillons. Le dernier rayon de la nageoire dorsale présente une arête dentelée.

## Habitat
Dans les eaux courantes, peu profondes des rivières (qui portent son nom dans la classification de Huet), le barbeau affectionne les zones caillouteuses pour mieux retourner les pierres où se trouvent ses repas, les proximités de fosses. Il est présent en Europe occidentale et centrale. On ne le trouve pas en Irlande, au Danemark et en Scandinavie. À la périphérie de son aire d'expansion, on trouve de nombreuses sous-espèces de barbeaux.

## Alimentation
Les barbeaux vivent en banc et se nourrissent sur le fond de la faune et de la flore benthique.
Leurs repas se composent principalement d'écrevisses et de nombreuses autres espèces d'invertébrés gammares, aselles, larves de trichoptères, de plécoptères, de mollusques, ainsi que de jeunes poissons ou œufs...

## Éthologie
L'espèce présente un comportement migratoire saisonnier dont le rythme et l'intensité sont liés d'une part à la reproduction et d'autre part probablement à la recherche de nourriture. Selon des observations collectées dans la rivière Nidd (un affluent du Ouse du Yorkshire) au nord-est de l'Angleterre de juin 1993 à septembre 1994 :
- les mâles et les femelles remontent le courant vers l'amont au printemps pour aller frayer sur des lits de gravier[1].
- Les femelles redescendent ensuite vers l'aval plus rapidement que les mâles (durant les mois d'été)[1].
- Les deux sexes se déplacent encore vers l'aval en automne et en hiver[1].
- La durée du jour ainsi que la température de l'eau sont deux facteurs qui prédisent le mieux la distance qui sera parcourue[1].

En été, les pics d'activité sont observés tôt le matin (aube) et tard le soir (crépuscule).
En hiver, l'activité moyenne journalière est de 20 % inférieure à celle observée en été. Les poissons semblent engourdis, avec un seul pic d'activité au crépuscule.
Le comportement de dérive vers l'aval des œufs et des larves de poissons a été étudié en 1993 et 1995 en Angleterre dans la rivière Lee (petit cours d'eau eutrophe sur fond crayeux, où cette espèce était prédominante) sur la période mai-juillet. L'étude n'a pas montré de corrélation entre densité des larves à la dérive et débit en 1993 ni en 1995, mais presque toutes les larves de poisson ne dérivaient que de nuit. En 1995 la dérive des œufs s'est produite indépendamment de la luminosité, mais la majorité des œufs a dérivé durant la journée et à l'aube. Les plus fortes densités de larves de poissons (en particulier le barbeau) ont dérivé quand le courant était plus rapide (et inversement pour les œufs de poisson, suggérant une réponse modulée en fonction du courant). 
Cette espèce est donc vulnérable à la fragmentation écologique des cours d'eau et probablement à la pollution lumineuse là où les cours d'eau sont éclairés en début et fin de nuit.

## Risques sanitaires
Parce que vivant assez longtemps et se nourrissant près du fond ou dans les sédiments éventuellement pollués, le barbeau fait partie des poissons fortement bioaccumulateurs. En raison de sa propension à bioconcentrer les métaux lourds, certains métalloïdes ou des polluants peu biodégradables tels que les PCB, furanes ou dioxines, il peut dans certains cours d'eau pollués être interdit de pêche, de détention et de toute commercialisation.

## Intérêt halieutique

### Intérêt halieutique professionnel et de subsistance
Poisson d'intérêt économique vivrier dans bon nombre de pays européens (Autriche, Pologne, Pays de l'Est, etc.).

### Intérêt halieutique de loisir
Il n'existe pas de technique particulière destinée à sa capture. Il se prend couramment sur des lignes eschées de vers, grains de céréales (maïs, blé, chènevis...) et aux bouillettes destinées aux carpes. Le barbeau est un poisson de sport, puissant, avec une défense impressionnante. Ce qui le rend populaire auprès des pêcheurs.

## Intérêt culinaire
Depuis quelques décennies, dans les pays ayant perdu une partie de leur savoir-faire culinaire et tournés vers une alimentation industrialisée, le barbeau possède un intérêt gastronomique limité.
A contrario, d'autres pays[Lesquels ?] le considèrent comme nourriture potentielle où il est largement représenté dans la gastronomie locale, préparé au court-bouillon par exemple.
Les œufs sont purgatifs et ne se mangent pas.